# Karl Roth (Politiker, 1954)

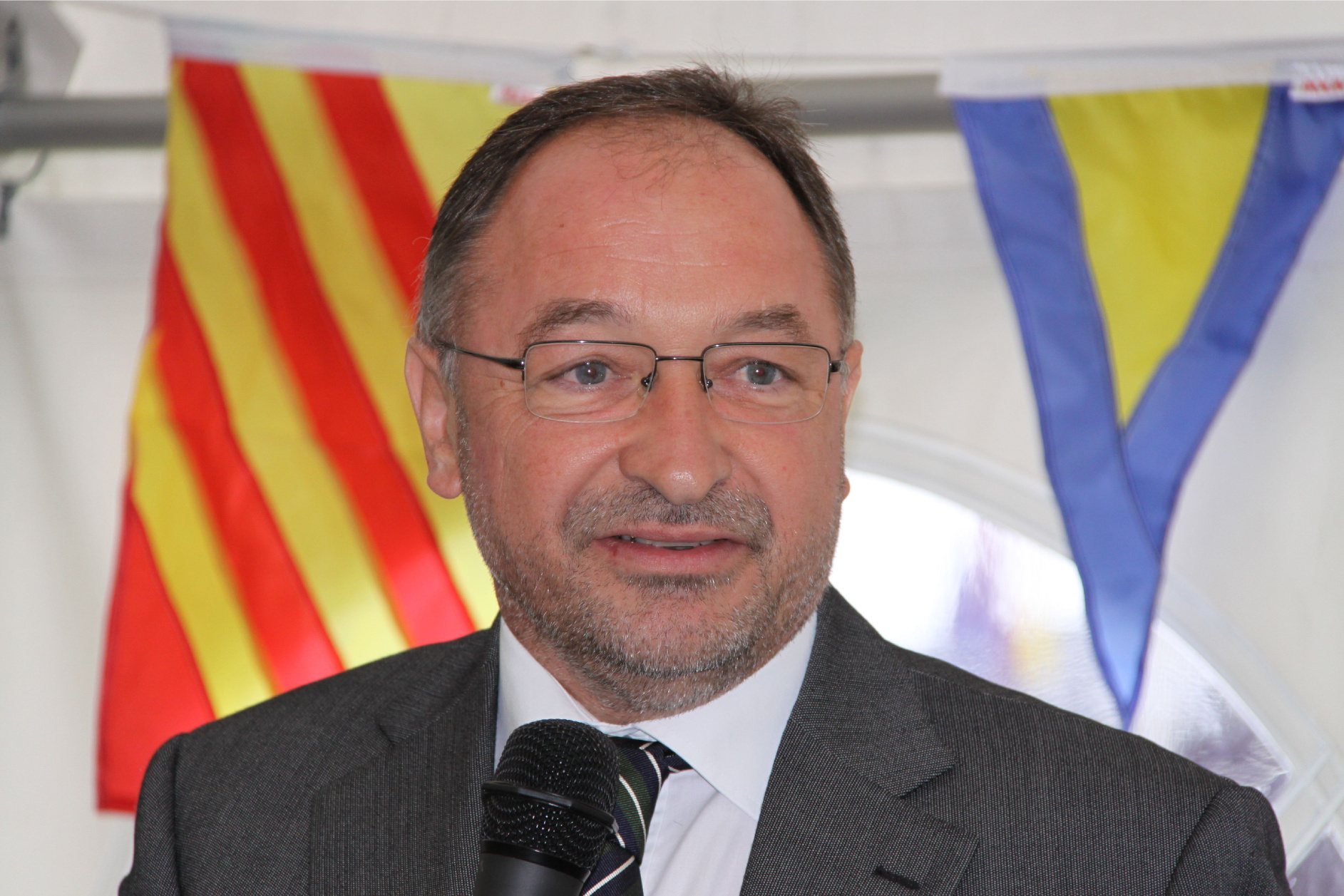
Karl Roth (2009)

Karl Roth (* 5. August 1954 in Neuhütten) ist ein deutscher Politiker der CSU. Er war von 2008 bis April 2020 Landrat des Landkreises Starnberg. Sein Nachfolger ist Stefan Frey.

## Leben
Roth besuchte die Volksschule und danach die Staatliche Realschule in Gemünden am Main. Nach Beendigung der Schule begann er bei der bayerischen Polizei zu arbeiten und war ab Oktober 1971 bei der Bayerischen Bereitschaftspolizei in Nürnberg tätig. Im Frühjahr 1974 wurde er zur Polizeiinspektion Starnberg und zur Polizeistation Herrsching am Ammersee versetzt. Ab 1981 war er in der Kripo Fürstenfeldbruck tätig. Neben seiner polizeilichen Arbeit absolvierte Roth von 1982 bis 1984 eine Weiterbildung zum Diplom-Verwaltungswirt (FH).
Von 1996 bis 2008 war er Erster Bürgermeister von Andechs, zunächst ehrenamtlich, was mit einer Reduzierung seines Dienstes bei der Kripo einherging, und ab 2002 hauptamtlich. Er schied damit aus dem Polizeidienst aus. Er war zuletzt Kriminalhauptkommissar.
Des Weiteren war Roth von 2002 bis 2008 stellvertretender Landrat des Landkreises Starnberg unter Landrat Heinrich Frey. Bei den Kommunalwahlen im März 2008 wurde er in einer Stichwahl zum Landrat gewählt. Er löste damit seinen Parteikollegen Heinrich Frey ab, der altersbedingt nicht mehr kandidieren durfte. Bei den Kommunalwahlen im März 2014 erfolgt Roths Wiederwahl. Bei den Kommunalwahlen  2020 trat er nicht mehr an.
Vom 1. Juli 2015 bis 30. Juni 2016 war Roth Verbandsvorsitzender des Zweckverbands Bayerische Landschulheime.
Roth ist seit 1975 verheiratet und hat zwei Zwillingssöhne.